# James Valoue
James Valoue (ook wel gespeld als Valouë of Valoué) was een Britse horlogemaker die leefde en werkte in de eerste helft van de 18e eeuw.
Valoue verwierf bekendheid met een nieuw ontwerp voor een heistelling die gebruikt werd bij het bouwen van Westminster Bridge over de Theems in Londen. Voor dit ontwerp werd hem in 1738 de Copley Medal van de Royal Society of London toegekend. In het Londense Science Museum bevindt zich een in de 18e eeuw vervaardigd model van de heimachine van Valoue.